# Công ty Cổ phần Đường Biên Hòa
Công ty Cổ phần Đường Biên Hòa là một công ty đường có trụ sở tại thanh phố Biên Hòa, Đồng Nai, Việt Nam. Công ty được thành lập với tên gọi "Nhà máy đường 400 tấn" vào năm 1969 và đổi thành tên hiện tại vào năm 1994. Công ty được cổ phần hóa vào năm 2001 với tư cách là một công ty cổ phần. Công ty vận hành nhà máy mía đường và sản xuất đường thô, đường tinh luyện, rượu mùi và rượu vang, mì ramen và phân vi sinh.